# Smelowskia ovalis
Smelowskia ovalis är en korsblommig växtart som beskrevs av Marcus Eugene Jones. Smelowskia ovalis ingår i släktet Smelowskia och familjen korsblommiga växter. Inga underarter finns listade i Catalogue of Life.